# Can Tragantós
Can Tragantós era un habitatge desaparegut de Maçanet de la Selva (Selva) que formava part de l'Inventari del Patrimoni Arquitectònic de Catalunya.

## Descripció
Edifici de planta rectangular amb pati que dona, a més del final del carrer dels Dolors, al carrer Figueroles.

## Història
L'edifici original, inventariat l'any 1984, de planta rectangular, teulada d'un vessant i finestres emmarcades de pedra, s'ha reformat fa pocs anys i ara hi ha una casa nova de dues plantes de la qual destaquen els placats de marbre que emmarquen la porta principal.